# ムンバイ-アーメダバード間の高速鉄道回廊
ムンバイ-アーメダバード間の高速鉄道回廊（英：Mumbai–Ahmedabad High Speed Rail Corridor、MAHSR）またはムンバイ - アーメダバード HSR は、インドの経済・金融のハブ、マハラシュトラ州の州都であるムンバイとグジャラート州最大の都市アーメダバードを結ぶ建設中の高速鉄道路線。日本のE5系新幹線車両が導入される。2026年に完成すればインド初の高速鉄道となる。

## 計画
本事業は、日本が政府開発援助として、事業費約1兆8000億円の81%を拠出するものである。日本側の呼称はMAHSRプロジェクト。E5系新幹線車両が導入されるため、インド新幹線とも呼ばれる。
建設は設立されたナショナル高速鉄道公社（NHSRCL：National High Speed Rail Corporation Limited）が2017年に着工し、プロジェクトは2023年12月までに完了する予定であった。しかし、新型コロナウイルス感染症の影響などにより建設が予定通り進まず、インドのバイシュナブ鉄道相やジョージ駐日インド大使の発言として「2026年頃に開業」とも報じられている。
ムンバイの駅は既存のターミナル駅（チャトラパティ・シヴァージー・ターミナス駅・ムンバイ中央駅など）に接続する形ではなく、ビジネス街であるバンドラ・クルラ・コンプレックス内に建設される。